# Ceuthophilus elegans
Ceuthophilus elegans är en insektsart som beskrevs av Theodore Huntington Hubbell 1934. Ceuthophilus elegans ingår i släktet Ceuthophilus och familjen grottvårtbitare. Inga underarter finns listade i Catalogue of Life.